# Língua ratagnon
Ratagnon (também, Latagnon ou Datagnon, outros nomes Aradigi, Lactan, Latagnun, Latan) é uma língua Malaio-Polinésia falada pelo povo Ratagnon, indígenas da ponto do extremo oeste de Mindoro, Filipinas. Seus falantes passaram usar o Tagalo, estando o Ratagnon quase extinto, 2 a 3 falantes de uma Etnia de 2 mil pessoas em 1997 (Conf. SIL).

## Referência externa
- Ratgnon em Ethnologue